# Nannoscincus greeri
Nannoscincus greeri är en ödleart som beskrevs av  Ross A. Sadlier 1987. Nannoscincus greeri ingår i släktet Nannoscincus och familjen skinkar. IUCN kategoriserar arten globalt som starkt hotad. Inga underarter finns listade i Catalogue of Life.